# Markthalle (Aix-en-Othe)

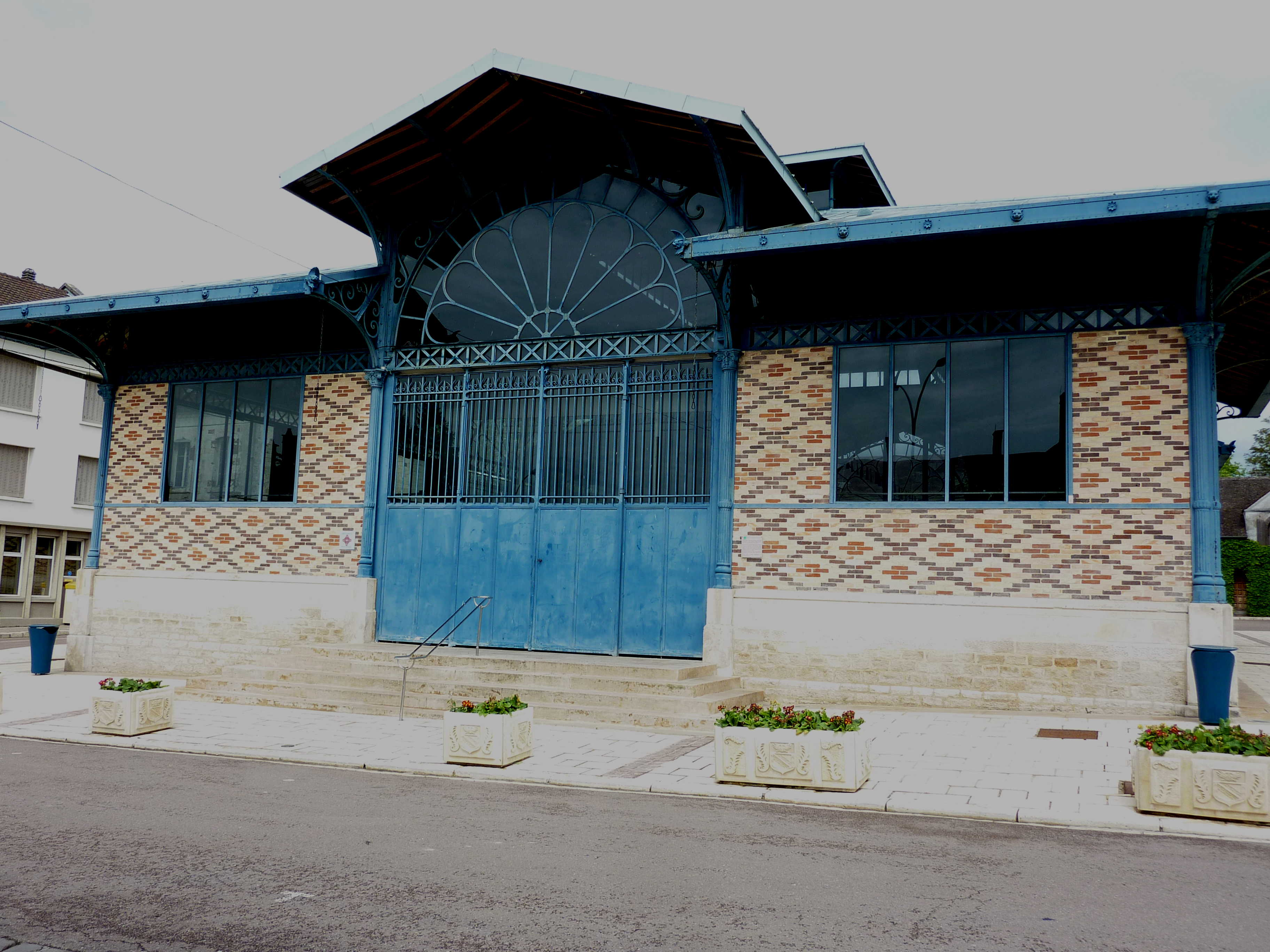
Markthalle in Aix-en-Othe

Die Markthalle in Aix-en-Othe, einer ehemaligen französischen Gemeinde im Département Aube in der Region Grand Est, wurde 1889 errichtet. Die Markthalle ist seit 1995 als Monument historique eingetragen.

## Beschreibung
Im Jahr 1860 wurde die alte Markthalle, die aus Haustein errichtet worden war, abgerissen und 1889 wurde die neue Markthalle nach dem Vorbild von Bauten des Architekten Victor Baltard fertiggestellt. Die tragenden Teile bestehen aus Gusseisen und die Wände sind mit Ziegelsteinen gemauert. Das Bauwerk wird von 20 eisernen Säulen an den Außenseiten und acht Säulen im Inneren getragen. In der Mitte der Dachkonstruktion ermöglicht ein Oberlicht die Belüftung und Ausleuchtung durch Tageslicht. Große Metalltüren an der Vorder- und Rückseite erleichtern den Zugang für die Waren und Kunden.
Im Jahr 1997 wurde die Markthalle umfassend renoviert.